# Lista tomów serii Mashle
Ten artykuł zawiera listę tomów serii Mashle autorstwa Hajime Kōmoto, ukazywanej w magazynie „Shūkan Shōnen Jump” wydawnictwa Shūeisha od 27 stycznia 2020 do 3 lipca 2023. Razem opublikowano 162 rozdziały, które później zostały skompilowane do 18 tankōbonów, które wydawane były od 4 czerwca 2020 do 4 października 2023.
W Polsce seria ukazuje się nakładem wydawnictwa Studio JG, pierwszy tom został zaś wydany 6 maja 2022.
| Nr | Język japoński      | Język japoński         | Język polski         | Język polski           |
| Nr | Data wydania        | ISBN                   | Data wydania         | ISBN                   |
| --- | ------------------- | ---------------------- | -------------------- | ---------------------- |
| 1 | 4 czerwca 2020      | ISBN 978-4-08-882329-4 | 6 maja 2022          | ISBN 978-83-8001-881-5 |
| Lista rozdziałów - 001. Mash Burnedead i napakowane mięśnie (jap. マッシュ・バーンデッドと鍛え抜かれた筋肉 Masshu Bāndeddo to kitae nukareta kin’niku) - 002. Mash Burnedead i labirynt tajemnic (jap. マッシュ・バーンデッドと不思議な迷路 Masshu Bāndeddo to fushigina meiro) - 003. Mash Burnedead i kukiełka śmierci (jap. マッシュ・バーンデッドと死の人形 Masshu Bāndeddo to shi no ningyō) - 004. Mash Burnedead i poskromienie miotły (jap. マッシュ・バーンデッドと箒と対決 Masshu Bāndeddo to hōki no taiketsu) - 005. Mash Burnedead i Ten, Któremu Lepiej Nie Podpaść (jap. マッシュ・バーンデッドと怒らせちゃいけない人 Masshu Bāndeddo to okorase chaikenai hito) - 006. Mash Burnedead i regulamin szkoły (jap. マッシュ・バーンデッドと学校のルール Masshu Bāndeddo to gakkō no rūru) - 007. Mash Burnedead i pozamiatane (jap. マッシュ・バーンデッドと箒の競技 Masshu Bāndeddo to hōki no kyōgi) - 008. Mash Burnedead i potężny mag (jap. マッシュ・バーンデッドと強めの魔法使い Masshu Bāndeddo to tsuyome no mahōtsukai) |                     |                        |                      |                        |
| 2 | 4 sierpnia 2020     | ISBN 978-4-08-882377-5 | 19 lipca 2022        | ISBN 978-83-8001-941-6 |
| Lista rozdziałów - 009. Mash Burnedead i starszy braciszek (jap. マッシュ・バーンデッドとお兄にいちゃん Masshu Bāndeddo to onii-chan) - 010. Mash Burnedead i praca domowa z eliksirów (jap. マッシュ・バーンデッドと魔法薬学の課題 Masshu Bāndeddo to mahōyakugaku no kadai) - 011. Mash Burnedead i kolega, który nie ma brania (jap. マッシュ・バーンデッドとモテない同級生 Masshu Bāndeddo to motenai dōkyūsei) - 012. Mash Burnedead i zauroczenie (jap. マッシュ・バーンデッドと恋模様 Masshu Bāndeddo to koi moyō) - 013. Mash Burnedead i prostoduszny facet (jap. マッシュ・バーンデッドと疑えない男 Masshu Bāndeddo to utagaenai otoko) - 014. Mash Burnedead i magia żelaza (jap. マッシュ・バーンデッドと鉄の魔法 Masshu Bāndeddo to tetsu no mahō) - 015. Mash Burnedead i wielki skorpion leśny (jap. マッシュ・バーンデッドと巨大森サソリ Masshu Bāndeddo to kyodai mori sasori) - 016. Mash Burnedead i szkielet jednorożca (jap. マッシュ・バーンデッドとユニコーンの骨 Masshu Bāndeddo to yunikōn no hone) - 017. Mash Burnedead i marionetkarz (jap. マッシュ・バーンデッドと人形の魔法使い Masshu Bāndeddo to ningyō no mahō tsukai) |                     |                        |                      |                        |
| 3 | 2 października 2020 | ISBN 978-4-08-882425-3 | 18 października 2022 | ISBN 978-83-8257-014-4 |
| Lista rozdziałów - 018. Mash Burnedead i magiczny wojownik (jap. マッシュ・バーンデッドと魔法の秤 Masshu Bāndeddo to mahō no hakari) - 019. Lance Crown i mag shurikenów (jap. ランス・クラウンと手裏剣の魔法使い Ransu Kuraun to Shuriken no mahōtsukai) - 020. Mash Burnedead i zamaskowany czarodziej (jap. マッシュ・バーンデッドと仮面の魔法使い Masshu Bāndeddo to kamen no mahōtsukai) - 021. Mash Burnedead i ptysiowy amulet na szczęście (jap. マッシュ・バーンデッドとシュークリームのお守り Masshu Bāndeddo to shūkurīmu no omamori) - 022. Dot Barrett i ciernisty konkurent (jap. ドット・バレットといばらの魔法使い Dotto Baretto to ibara no mahōtsukai) - 023. Mash Burnedead i uczniowie spod wilczej gwiazdy (jap. マッシュ・バーンデッドと狼の魔法使いたち Masshu Bāndeddo to ōkami no mahōtsukai-tachi) - 024. Lance Crown i błotny przeciwnik (jap. ランス・クラウンと泥の魔法使い Ransu Kuraun to doro no mahōtsukai) - 025. Lance Crown i magia z wyższej półki (jap. ランス・クラウンと高等魔法 Ransu Kuraun to kōtō mahō) - 026. Mash Burnedead i element przyspieszenia (jap. マッシュ・バーンデッドと加速の魔法使い Masshu Bāndeddo to kasoku no mahōtsukai) |                     |                        |                      |                        |
| 4 | 4 stycznia 2021     | ISBN 978-4-08-882526-7 | 11 stycznia 2023     | ISBN 978-83-8257-044-1 |
| Lista rozdziałów - 027. Mash Burnedead i zaawansowana magia przyspieszenia (jap. マッシュ・バーンデッドと速度の高等魔法 Masshu Bāndeddo to sokudo no kōtō mahō) - 028. Mash Burnedead i strzaskana maska (jap. マッシュ・バーンデッドと割れた仮面 Masshu Bāndeddo to wareta kamen) - 029. Dot Barrett i zaklinaczka tornad (jap. ドット・バレットと竜巻の魔法使い Dotto Baretto to tatsumaki no mahōtsukai) - 030. Dot Barrett i megamocny mag (jap. ドット・バレットとすごく強い魔法使い Dotto Baretto to sugoku tsuyoi mahōtsukai) - 031. Mash Burnedead i boski adept (jap. マッシュ・バーンデッドと神覚者の男 Masshu Bāndeddo to kami satoru-sha no otoko) - 032. Mash Burnedead i diabelsko podkręcona kula (jap. マッシュ・バーンデッドと強引な球転がし Masshu Bāndeddo to gōin’na kyū korogashi) - 033. Mash Burnedead i uderzenie z kolanka (jap. マッシュ・バーンデッドと膝蹴り Masshu Bāndeddo to hizageri) - 034. Mash Burnedead i prawo dżungli (jap. マッシュ・バーンデッドと弱肉強食 Masshu Bāndeddo to jakunikukyōshoku) - 035. Mash Burnedead i taniec zwycięstwa (jap. マッシュ・バーンデッドと勝利の舞 Masshu Bāndeddo to shōri no mai) |                     |                        |                      |                        |
| 5 | 4 marca 2021        | ISBN 978-4-08-882575-5 | 22 marca 2023        | ISBN 978-83-8257-111-0 |
| Lista rozdziałów - 036. Mash Burnedead i ptysiowe party (jap. マッシュバーンデッドとシュークリームパーティー Masshu Bāndeddo to shūkurīmu pātī) - 037. Mash Burnedead i czarny deszcz (jap. マッシュ・バーンデッドと黒い雨 Masshu Bāndeddo to kuroi ame) - 038. Mash Burnedead i magiczne zwierciadło (jap. マッシュ・バーンデッドと魔法の鏡 Masshu Bāndeddo to mahō no kagami) - 039. Mash Burnedead i przyjęcie z okazji zwycięstwa (jap. マッシュ・バーンデッドと祝勝パーティー Masshu Bāndeddo to shukushō pātī) - 040. Mash Burnedead i płomień świecy (jap. マッシュ・バーンデッドと蝋燭の火 Masshu Bāndeddo to rōsoku no hi) - 041. Mash Burnedead i boscy adepci (jap. マッシュ・バーンデッドと神覚者たち Masshu Bāndeddo to kami satoru-sha-tachi) - 042. Mash Burnedead i piaskowy boski adept (jap. マッシュ・バーンデッドと砂の神覚者 Masshu Bāndeddo to suna no kami kakuja) - 043. Mash Burnedead i sklep z różdżkami (jap. マッシュ・バーンデッドと杖の店 Masshu Bāndeddo to tsue no mise) - 044. Mash Burnedead i dom rodzinny (jap. マッシュ・バーンデッドと実家 Masshu Bāndeddo to jikka) |                     |                        |                      |                        |
| 6 | 30 kwietnia 2021    | ISBN 978-4-08-882639-4 | 22 czerwca 2023      | ISBN 978-83-8257-167-7 |
| Lista rozdziałów - 045. Rayne Ames i stymulujący pojedynek (jap. レイン・エイムズと刺激的な魔法使い Rein Eimuzu to shigeki-tekina mahōtsukai) - 046. Rayne Ames i moc boskiego wybrańca (jap. レイン・エイムズと神に選ばれた力 Rein Eimuzu to kami ni eraba reta chikara) - 047. Mash Burnedead i egzamin selekcyjny (jap. マッシュ・バーンデッドと選抜試験 Masshu Bāndeddo to senbatsu shiken) - 048. Mash Burnedead i rogaci rzeźnicy (jap. マッシュ・バーンデッドと羊の死霊 Masshu Bāndeddo to hitsuji no shiryō) - 049. Mash Burnedead i solidny balon (jap. マッシュ・バーンデッドと強固な風船 Masshu Bāndeddo to kyōkona fūsen) - 050. Mash Burnedead i proteinowy shake (jap. マッシュ・バーンデッドとプロテイン Masshu Bāndeddo to purotein) - 051. Mash Burnedead i strzaskane klejnoty (jap. マッシュ・バーンデッドと割れた水晶 Masshu Bāndeddo to wareta suishō) - 052. Finn Ames i przyjaciele (jap. フィン・エイムズと友達 Fin Eimuzu to tomodachi) - 053. Mash Burnedead i Różdżka Regeneracji (jap. マッシュ・バーンデッドと治癒の杖 Masshu Bāndeddo to chiyu no tsue) |                     |                        |                      |                        |
| 7 | 4 sierpnia 2021     | ISBN 978-4-08-882728-5 | 21 sierpnia 2023     | ISBN 978-83-8257-220-9 |
| Lista rozdziałów - 054. Mash Burnedead i karkołomny tenis (jap. マッシュ・バーンデッドと暴走の庭球 Masshu Bāndeddo to bōsō no teikyū) - 055. Margarette Macaron i dwóch egzaminowanych (jap. マーガレット・マカロンと2人の試験者 Māgaretto Makaron to 2-ri no shiken-sha) - 056. Mash Burnedead i boski adept płomienia (jap. マッシュ・バーンデッドと炎の神覚者 Masshu Bāndeddo to honō no kami kakuja) - 057. Mash Burnedead i „patrz za moim palcem”, wersja ekstremalna (jap. マッシュ・バーンデッドと危ないアッチ向いてホイ Masshu Bāndeddo to abunai atchi muite hoi) - 058. Mash Burnedead i ostatnie zadanie (jap. マッシュ・バーンデッドと最終試験 Masshu Bāndeddo to saishū shiken) - 059. Mash Burnedead i czarodziejka dźwięku (jap. マッシュ・バーンデッドと音の魔法使い Masshu Bāndeddo to oto no mahōtsukai) - 060. Mash Burnedead i karna transformacja (jap. マッシュ・バーンデッドと罪な突然変異 Masshu Bāndeddo to tsumina totsuzenhen’i) - 061. Mash Burnedead i gra w berka z prędkością dźwięku (jap. マッシュ・バーンデッドと音速鬼ごっこ Masshu Bāndeddo to onsoku onigokko) - 062. Mash Burnedead i sytuacja kryzysowa (jap. マッシュ・バーンデッドと最大の危機 Masshu Bāndeddo to saidai no kiki) |                     |                        |                      |                        |
| 8 | 4 października 2021 | ISBN 978-4-08-882787-2 | 14 grudnia 2023      | ISBN 978-83-8257-298-8 |
| Lista rozdziałów - 063. Mash Burnedead i ogromna wieża (jap. マッシュ・バーンデッドと大きな塔 Masshu Bāndeddo to ōkina tō) - 064. Dot, Lance i dziecięce igraszki (jap. ドットとランスと赤ちゃん魔法 Dotto to Ransu to akachan mahō) - 065. Mash Burnedead i sprint (jap. マッシュ・バーンデッドとランニング Masshu Bāndeddo to ran’ningu) - 066. Mash Burnedead i sens istnienia (jap. マッシュ・バーンデッドと重ための人生 Masshu Bāndeddo to omo tame no jinsei) - 067. Mash Burnedead i cztery diamentowe ostrza (jap. マッシュ・バーンデッドと4枚の金剛刃 Masshu Bāndeddo to 4-mai no kongō ha) - 068. Wahlberg Baigan i magia mroku (jap. ウォールバーグ・バイガンと闇の魔法 Uōrubāgu Baigan to yami no mahō) - 069. Wahlberg Baigan i zaklęty czas (jap. ウォールバーグ・バイガンと時の魔法 Uōrubāgu Baigan to toki no mahō) - 070. Wahlberg Baigan i wielkie zagrożenie (jap. ウォールバーグ・バイガンと最大の危機 Uōrubāgu Baigan to saidai no kiki) - 071. Mash Burnedead i geneza najpotężniejszego maga (jap. マッシュ・バーンデッドと最強の魔法使いの始まり Masshu Bāndeddo to saikyō no mahō tsukai no hajimari) - 072. Mash Burnedead i gigantyczny łańcuch (jap. マッシュ・バーンデッドと大きな綱 Masshu Bāndeddo to ōkina tsuna) |                     |                        |                      |                        |
| 9 | 3 grudnia 2021      | ISBN 978-4-08-882844-2 | 3 kwietnia 2024      | ISBN 978-83-8257-349-7 |
| Lista rozdziałów - 073. Mash Burnedead i lato pełne frajdy (jap. マッシュ・バーンデッドと楽しい夏 Masshu Bāndeddo to tanoshī natsu) - 074. Mash Burnedead i walka, której nie można przegrać (jap. マッシュ・バーンデッドと負けられない戦い Masshu Bāndeddo to make rarenai tatakai) - 075. Mash Burnedead i egzamin ustny (jap. マッシュ・バーンデッドと口頭試問 Masshu Bāndeddo to kōtō shimon) - 076. Mash Burnedead i piaskowa włócznia (jap. マッシュ・バーンデッドと耐え切れ砂の槍 Masshu Bāndeddo to tae-gire suna no yari) - 077. Mash Burnedead i kolejny egzamin (jap. マッシュ・バーンデッドと次の試験 Masshu Bāndeddo to tsugi no shiken) - 078. Mash Burnedead i bitwa trójmagiczna, czyli finał egzaminu na boskiego adepta (jap. マッシュ・バーンデッドと三魔対争神覚者最終試験 Masshu Bāndeddo to sanma taisō shin kakuja saishū shiken) - 079. Mash Burnedead i merytokratyczna szkoła magii (jap. マッシュバーンデッドと実力主義魔法学校 Masshu Bāndeddo to jitsuryoku shugi mahō gakkō) - 080. Mash Burnedead i karcianka w gronie znajomych (jap. マッシュバーンデッドとみんなでトランプ Masshu Bāndeddo to minna de toranpu) - 081. Mash Burnedead i prawdziwi przyjaciele (jap. マッシュバーンデッドと良い友達 Masshu Bāndeddo to yoi tomodachi) - 082. Mash Burnedead i jego dzieciństwo (jap. マッシュバーンデッドと赤子の時 Masshu Bāndeddo to akago no toki) |                     |                        |                      |                        |
| 10 | 4 marca 2022        | ISBN 978-4-08-883036-0 | 7 czerwca 2024       | ISBN 978-83-8257-442-5 |
| Lista rozdziałów - 083. Mash Burnedead i cieniożercy (jap. マッシュバーンデッドと影喰者 Masshu Bāndeddo to Shadou ītā) - 084. Mash Burnedead i mag insektów (jap. マッシュバーンデッドと昆虫の魔法使い Masshu Bāndeddo to konchū no mahō tsukai) - 085. Mash Burnedead i czarodziej magnetyzmu (jap. マッシュバーンデッドと磁石の魔法使い Masshu Bāndeddo to jishaku no mahō tsukai) - 086. Lance Crown i ubijanie wściekłych kretów (jap. ランス・クラウンと暴れるモグラ叩き Ransu Kuraun to abareru mogura tataki) - 087. Dot Barrett i dwóch wrogów (jap. ドット・バレットと2人の敵 Dotto Baretto to futari no teki) - 088. Dot Barrett i wola, by przeć naprzód (jap. ドット・バレットと押し通す意地 Dotto Baretto to oshitōsu iji) - 089. Mash Burnedead i druga różdżka (jap. マッシュバーンデッドと2本目の杖 Masshu Bāndeddo to nihon-me no tsue) - 090. Mash Burnedead i działo elektromagnetyczne (jap. マッシュバーンデッドと雷と磁石の大筒 Masshu Bāndeddo to kaminari to jishaku no ōdzutsu) - 091. Mash Burnedead i magnetyczna zbroja (jap. マッシュバーンデッドと磁石の鎧 Masshu Bāndeddo to jishaku no yoroi) |                     |                        |                      |                        |
| 11 | 2 maja 2022         | ISBN 978-4-08-883097-1 | 1 sierpnia 2024      | ISBN 978-83-8257-492-0 |
| Lista rozdziałów - 092. Mash Burnedead i bezdenna zapadnia (jap. マッシュ・バーンデッドと底なしの落とし穴 Masshu Bāndeddo to sokonashi no otoshiana) - 093. Mash Burnedead i wodny mag (jap. マッシュ・バーンデッドと水の魔法使い Masshu Bāndeddo to mizu no mahō tsukai) - 094. Mash Burnedead i gniew Wody (jap. マッシュ・バーンデッドと水の魔法使い Masshu Bāndeddo to mizu no keshin no ikari) - 095. Mash Burnedead i władca mórz (jap. マッシュ・バーンデッドと水の神 Masshu Bāndeddo to mizu no kami) - 096. Mash Burnedead i pełna mobilizacja mięśni (jap. マッシュ・バーンデッドと筋肉総動員 Masshu Bāndeddo to kinniku sōdōin) - 097. Mash Burnedead i niezliczone pięści (jap. マッシュ・バーンデッドと無数の拳 Masshu Bāndeddo to musū no ken) - 098. Mash Burnedead i wyrównanie rachunków (jap. マッシュ・バーンデッドと決着の時 Masshu Bāndeddo to ketchaku no toki) - 099. Mash Burnedead i silny duet (jap. マッシュ・バーンデッドと強い2人 Masshu Bāndeddo to tsuyoi futari) - 100. Mash Burnedead i najpotężniejszy zabójca (jap. マッシュ・バーンデッドと最強の刺客 Masshu Bāndeddo to saikyō no shikaku) |                     |                        |                      |                        |
| 12 | 4 lipca 2022        | ISBN 978-4-08-883159-6 | 7 października 2024  | ISBN 978-83-8257-544-6 |
| Lista rozdziałów - 101. Mash Burnedead i mroczna lawa (jap. マッシュ・バーンデッドと闇のマグマ Masshu Bāndeddo to yami no maguma) - 102. Mash Burnedead i pięciu braci (jap. マッシュ・バーンデッドと5人の兄弟 Masshu Bāndeddo to 5-ri no kyōdai) - 103. Mash Burnedead i uśmierzanie bólu (jap. マッシュ・バーンデッドと痛めの治療 Masshu Bāndeddo to itame no chiryō) - 104. Mash Burnedead i łapanie ogonów (jap. マッシュ・バーンデッドと尻尾取り Masshu Bāndeddo to shippotori) - 105. Mash Burnedead i trening ze zbrojami (jap. マッシュ・バーンデッドと試練の鎧 Masshu Bāndeddo to shiren no yoroi) - 106. Mash Burnedead i powód do walki (jap. マッシュ・バーンデッドと戦う理由 Masshu Bāndeddo to tatakau no riyū) - 107. Drużyna Masha Burnedeada i trening, by stać się silniejszym (jap. マッシュ・バーンデッド達と強くなるための修行 Masshu Bāndeddo tachi to tsuyoku naru tame no shugyō) - 108. Drużyna Masha Burnedeada i zakończenie treningu (jap. マッシュ・バーンデッド達と Masshu Bāndeddo tachi to) - 109. Ryoh Grantz i nikczemne olbrzymy (jap. ライオ・グランツと悪の巨人 Raio Gurantsu to aku no kyojin) |                     |                        |                      |                        |
| 13 | 4 października 2022 | ISBN 978-4-08-883258-6 | 13 grudnia 2024      | ISBN 978-83-8257-588-0 |
| Lista rozdziałów - 110. Boscy adepci i armia zła (jap. 神覚者たちと悪の軍団 Shinkakusha-tachi to aku no gundan) - 111. Boscy adepci i najpotężniejsi bracia (jap. 神覚者たちと最凶のご兄弟 Shinkakushatachi to saikyō no go kyōdai) - 112. Mash Burnedead i symbol pokoju (jap. マッシュ・バーンデッドと平和の象徴 Masshu Bāndeddo to heiwa no shōchō) - 113. Ryoh Grantz i obrona miasta (jap. ライオ・グランツと市術防衛 Raio Gurantsu to ichi-jutsu bōei) - 114. Gromadka Ryoh Grantza i ostateczna bitwa (jap. ライオ・グランツたちと最後の戦い Raio Gurantsu tachi to saigo no tatakai) - 115. Finn Ames i dwóch strażników bramy (jap. フェン・エイムズと2人の門番 Fen Eimuzu to 2-ri no monban) - 116. Gromadka Ryoh Grantza i infiltracja bazy wroga (jap. ライオ・グランツたちと敵の侵入 Raio Gurantsu tachi to teki no shin’nyū) - 117. Rayne Ames i przeciwnik z glewią (jap. レイン・エイムズと最強の鉾使い Rein Eimuzu to saikyō no hoko tsukai) - 118. Rayne Ames i postanowienia (jap. レイン・エイムズと決めたこと Rein Eimuzu to kimeta koto) |                     |                        |                      |                        |
| 14 | 2 grudnia 2022      | ISBN 978-4-08-883403-0 | 27 lutego 2025       | ISBN 978-83-8257-649-8 |
| Lista rozdziałów - 119. Rayne Ames i jego jedyna rodzina (jap. レイン・エイムズと2人だけの家族 Rein Eimuzu to 2-ri dake no kazoku) - 120. Lance Crown i Dot Barrett (jap. ランス・クラウンとドット・バレット Ransu Kuraun to Dotto Baretto) - 121. Dot Barrett i rzecz nie do przełknięcia (jap. ドット・バレットと気に食わないもの Dotto Baretto to kinikuwanai mono) - 122. Lance Crown i nieoczekiwany zwrot akcji (jap. ランス・クラウンと予想外のこと Ransu Kuraun to yosō-gai no koto) - 123. Dot Barrett i gniew po stokroć (jap. ドット・バレットと100回の怒り Dotto Baretto to 100-kai no ikari) - 124. Orter Mádl i cyrk śmierci (jap. オーター・マドルと死のサーカス Ōtā Madoru to shi no Sākasu) - 125. Orter Mádl i niewidzialny wróg (jap. オーター・マドルと見えない敵 Ōtā Madoru to mienai teki) - 126. Lemon Irvine i wytatuowany zaklinacz bestii (jap. レモン・アーヴィンと墨の獣使い Remon Āvin to boku no kemono tsukai) - 127. Lance Crown, Dot Barrett i najstarszy syn (jap. ランス・クラウンとドット・バレットと長男 Ransu Kuraun to Dotto Baretto to chōnan) |                     |                        |                      |                        |
| 15 | 3 lutego 2023       | ISBN 978-4-08-883426-9 | 13 maja 2025         | ISBN 978-83-8257-697-9 |
| Lista rozdziałów - 128. Bracia Ames i najstarszy syn (jap. エイムズ兄弟と長男 Eimuzu kyōdai to chōnan) - 129. Orter Mádl i najstarszy syn (jap. オーター・マドルと長男 Ōtā Madoru to chōnan) - 130. Boscy adepci i najstarszy syn (jap. 神覚者たちと長男 Shinkakushatachi to chōnan) - 131. Boski adept światła i wszechpotężny najstarszy syn (jap. 光の神覚者と最強の長男 Hikari no shinkakusha to saikyō no chōnan) - 132. Ryoh Grantz i ogromny błąd w obliczeniach (jap. ライオ・グランツと大きな誤算 Raio Gurantsu to ōkina gosan) - 133. Finn Ames i sojusznicy (jap. フィン・エイムズと仲間たち Fin Eimuzu to nakama-tachi) - 134. Ryoh Grantz i as w rękawie (jap. ライオ・グランツと奥の手 Raio Gurantsu to okunote) - 135. Ryoh Grantz i prawdziwy facet (jap. ライオ・グランツと男前 Raio Gurantsu to otokomae) - 136. Mash Burnedead i wszechpotężny najstarszy syn Doom (jap. マッシュ・バーンデッドと最強の長男ドゥウム Masshu Bāndeddo to saikyō no chōnan dūmu) |                     |                        |                      |                        |
| 16 | 4 kwietnia 2023     | ISBN 978-4-08-883447-4 | —                    |                        |
| Lista rozdziałów - 137. Masshu Bāndeddo to atarashī chikara (jap. マッシュ・バーンデッドと新しい力) - 138. Masshu Bāndeddo to kagami no mahō (jap. マッシュ・バーンデッドと鏡の魔法) - 139. Masshu Bāndeddo to 4-nin no genei (jap. マッシュ・バーンデッドと4人の幻影) - 140. Masshu Bāndeddo to kyūkyoku no katachi (jap. マッシュ・バーンデッドと究極の形) - 141. Masshu Bāndeddo to hyaku no bunshin (jap. マッシュ・バーンデッドと百の分身) - 142. Masshu Bāndeddo to saigo no teki (jap. マッシュ・バーンデッドと最後の敵) - 143. Masshu Bāndeddo to kareta ude (jap. マッシュ・バーンデッドと枯れた腕) - 144. Masshu Bāndeddo to zettai zetsumei (jap. マッシュ・バーンデッドと絶対絶命) - 145. Masshu Bāndeddo to himitsu no suketto (jap. マッシュ・バーンデッドと秘密の助っ人) |                     |                        |                      |                        |
| 17 | 4 lipca 2023        | ISBN 978-4-08-883568-6 | —                    |                        |
| Lista rozdziałów - 146. Domina Burōraibu to aritai sugata (jap. ドミナ・ブローライブとありたい姿) - 147. Ōtā Madoru to gōri-teki sentaku (jap. オーター・マドルと合理的選択) - 148. Masshu Bāndeddo to taika no tobira (jap. マッシュ・バーンデッドと対価の扉) - 149. Mujakina engen to muteki no mahō (jap. 無邪気な淵源と無敵の魔法) - 150. Ochoa to uragiri no sentaku (jap. オチョアと裏切りの選択) - 151. Ransu Kuraun to saigo no nebari (jap. ランス・クラウンと最後の粘り) - 152. Ochoa to ōkina kattō (jap. オチョアと大きな葛藤) - 153. Masshu Bāndeddo to toki o osoku suru mahō (jap. マッシュ・バーンデッドと時を遅くする魔法) - 154. Masshu Bāndeddo to ikura nan demo sore wa... (jap. マッシュ・バーンデッドといくらなんでもそれは…) |                     |                        |                      |                        |
| 18 | 4 października 2023 | ISBN 978-4-08-883668-3 | —                    |                        |
| Lista rozdziałów - 155. Masshu Bāndeddo to kami ni natta mahōtsukai (jap. マッシュ・バーンデッドと神になった魔法使い) - 156. Masshu Bāndeddo to chikadzukenai mahō no rangeki (jap. マッシュ・バーンデッドと近づけない魔法の乱撃) - 157. Masshu Bāndeddo to katsute no kyōteki-tachi (jap. マッシュ・バーンデッドとかつての強敵たち) - 158. Masshu Bāndeddo to min’nano chikara (jap. マッシュ・バーンデッドとみんなの力) - 159. Masshu Bāndeddo to toki o modosu mahō (jap. マッシュ・バーンデッドと時を戻す魔法) - 160. Masshu Bāndeddo to sekai o nomikomu kuroi yami (jap. マッシュ・バーンデッドと世界を飲み込む黒い闇) - 161. Masshu Bāndeddo to shinkakusha (jap. マッシュ・バーンデッドと神覚者) - 162. Masshu Bāndeddo to nan yakan ya no shiawase (jap. 最終話 マッシュ・バーンデッドとなんやかんやの幸せ) |                     |                        |                      |                        |